# Südostanatolien

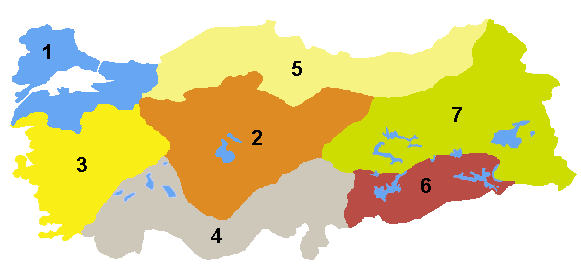
1. Marmararegion, 2. Zentralanatolien, 3. Ägäisregion, 4. Mittelmeerregion, 5. Schwarzmeerregion, 6. Südostanatolien, 7. Ostanatolien

Südostanatolien (türkisch Güneydoğu Anadolu) ist mit einer Fläche von 75.000 km² das zweitkleinste der sieben geographischen Gebiete der Türkei. Die offizielle Bezeichnung ist „Südost-Anatolien-Gebiet“ (tr. Güneydoğu Anadolu Bölgesi). Es stellt etwa 9,7 % des türkischen Staatsterritoriums dar und umfasst insbesondere Teile Nordmesopotamiens. Diese Region existiert offiziell seit dem Geographie-Kongress 1941 in Ankara und ist geographisch in zwei Teilregionen bzw. Gebiete geteilt, Orta Fırat Bölümü (am Euphrat) und Dicle Bölümü (am Tigris).

## Einteilung

### Geographisch
Die geographisch-administrative Einteilung:
- Anatolien
  - Südostanatolien
    - Orta Fırat Bölümü – Mittlerer Bereich Euphrat
    - Dicle Bölümü – Bereich Tigris

### Politisch
Die Türkei ist politisch in 81 Provinzen gegliedert. Diese Region umfasst die folgenden Provinzen:
| - Adıyaman - Batman - Diyarbakır | - Gaziantep - Kilis - Mardin | - Siirt - Şanlıurfa - Şırnak |

## Klima
| Klimadaten der Südostanatoliens | Zahlen   |
| ------------------------------- | -------- |
| Durchschnittliche Temperatur    | 16,5 °C  |
| Höchsttemperatur                | 48,8 °C  |
| Tiefsttemperatur                | −24,3 °C |
| Durchschnittliche Feuchtigkeit  | 53,4 mg  |
| Durchschnittlicher Niederschlag | 584,5 mm |

## Bevölkerung
Laut der Volkszählung im Jahre 2000 beträgt die Bevölkerungszahl 6.608.619 und die Einwohnerdichte 88 Einw./km² (TR-landesweit: 88,25 Einw./km²). 62,7 % der Bevölkerung (4.143.136) leben in Städten, 37,3 % (2.465.483) leben auf dem Land. Das jährliche Bevölkerungswachstum beträgt 2,479 %.